# Arrhytmus punctatus
Arrhytmus punctatus là một loài bọ cánh cứng trong họ Cerambycidae.